# Lillestrøm (gmina)
Lillestrøm – gmina w Norwegii w okręgu Akershus. Ośrodkiem administracyjnym jest miasto Lillestrøm. Powierzchnia gminy wynosi 456,6 km² (w tym 409,91 km² lądu).
Gmina została utworzona 1 stycznia 2020, wówczas w okręgu Viken, z połączenia gmin Skedsmo, Fet i Sørum. Od 1 stycznia 2024 w okręgu Akershus.
Populacja gminy wynosi około 87 500 osób, co czyni ją dziewiątą największą gminą w Norwegii.